# Нижнеухтинское
Нижнеухтинское — озеро на территории Онежского района Архангельской области.

## Общие сведения
Площадь озера — 1,6 км². Располагается на высоте 26,0 метров над уровнем моря.
Форма озера продолговатая: вытянуто с северо-запада на юго-восток. Берега изрезанные, каменисто-песчаные, местами заболоченные.
Через озеро протекает река Ухта, втекающая в реку Нименьгу, впадающую в Онежскую губу Белого моря (Поморский берег).
С севера в озеро втекает протока Ухта, несущая воды из озёр Канозера и Большого Ухтинского.
По центру озера расположены два небольших острова без названия.
Код объекта в государственном водном реестре — 03010000211102000009334.

## Дополнительные ссылки
- О распределении квот добычи (вылова) водных биологических ресурсов для организации любительского и спортивного рыболовства в Белом море и пресноводных водоемах в Архангельской области. docs.cntd.ru. Дата обращения: 27 марта 2020.
- Перечень озер, по которым выделены водоохранные зоны. kzref.org. Дата обращения: 27 марта 2020.